# Ulrike Voß
Ulrike Voß (* 31. Dezember 1967) ist eine deutsche Juristin, Vorsitzende Richterin am Oberlandesgericht Düsseldorf und Richterin am Einheitlichen Patentgericht.

## Leben
Ulrike Voß trat nach den juristischen Staatsexamen 1998 in den Dienst des Landes Nordrhein-Westfalen. Sie war zunächst in verschiedenen Zivil- und Strafkammern und ab 2004 in Patentstreitkammern des Landgerichts Düsseldorf eingesetzt. Seit März 2008 leitete sie als Vorsitzende Richterin eine der für Patentstreitsachen zuständigen Zivilkammern. Im Januar 2014 wurde sie Vorsitzende eines für Patentstreitsachen zuständigen Zivilsenats des Oberlandesgerichts Düsseldorf.
Ihre Auswahl zur Richterin am Einheitlichen Patentgericht und die Zuweisung zur Zentralkammer München wurden am 19. Oktober 2022 bekannt gegeben. Sie ist seit dem 1. Juni 2023 Richterin am Einheitlichen Patentgericht.
Sie setzt ich für die Förderung und Vernetzung von Frauen im gewerblichen Rechschutz ein. Sie ist Mitglied im Kuratorium des Vereins Women in ip.

## Veröffentlichungen
- Herausgeberin mit Philipp Cepl, Prozesskommentar Gewerblicher Rechtsschutz und Urheberrecht, Verlag C. H. Beck, 3. Auflage, 2022, ISBN 978-3-406-76196-6[8]
- Mitautorin, Patentrechtskommentar, Hrsg. Uwe Fitzner, Raimund Lutz und Theo Bodewig, Verlag Franz Vahlen, 4. Auflage, 2012, ISBN 978-3-8006-3591-7[9]
- Mitglied im Herausgeberbeirat der monatlichen Zeitschrift GRUR Patent, Patentrecht in der Praxis, Verlag C. H. Beck, ISSN 2940-9411[10]